# V-1
V-1 (z německého Vergeltungswaffe, česky odvetná zbraň) byla německá letounová střela poháněná pulzačním motorem a řízená jednoduchým autopilotem. Její typové označení bylo Fieseler Fi 103. Používal ji Wehrmacht během druhé světové války. Byla to první hromadně používaná střela s plochou dráhou letu na světě. Z bezpilotní V-1 vycházela také pilotovaná varianta s tajným označením Reichenberg.

## Vývoj

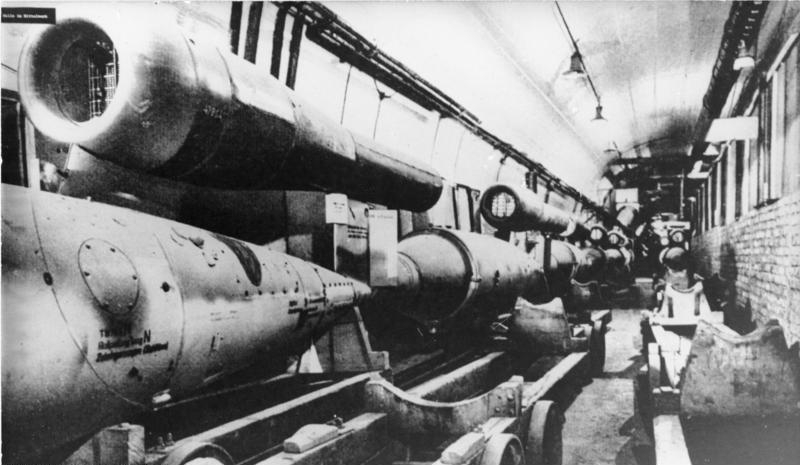
Výroba střel V-1

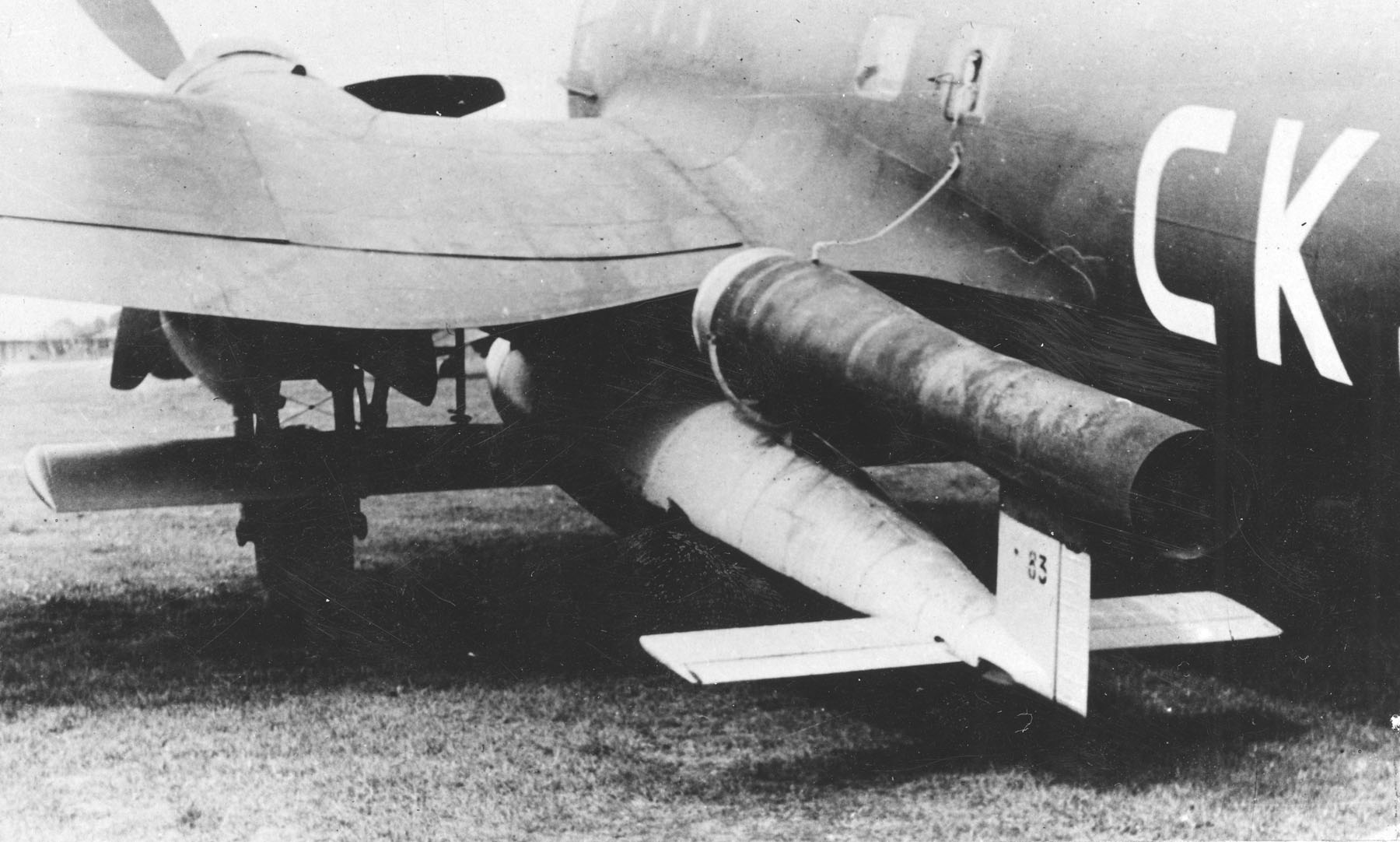
Střela V-1 podvěšená pod bombardérem Heinkel He 111

V květnu roku 1942 se začalo pracovat na projektu a 24. prosince 1942 již vzlétl první prototyp. Šlo o malý středoplošník s trupem ve tvaru doutníku, celokovové konstrukce, ve kterém se nacházelo veškeré vybavení. Nad trupem byl umístěn pulzační reaktivní motor o délce 3,6 m. Křídla byla pravoúhlá o rozpětí 4,87 m, později byla větší a celodřevěná. Ocasní plochy byly klasického uspořádání výškovka a směrovka s kormidly.
Střela startovala z pneumatického katapultu, který jí udělil letovou rychlost 320 km/h. Motor urychlil střelu na rychlost 540–565 km/h, při které se pohybovala ve výšce 300–2000 m bez manévrování k cíli. Když byla překonána nastavená délka letu (měřila ji malá vrtule na přídi střely), byl uzavřen přívod paliva, zablokování kormidel a vysunutí spoilerů přivedly střelu do pádové rychlosti a ta zamířila k zemi. Bojová hlavice o hmotnosti 820–845 kg byla přivedena k výbuchu jednou ze tří variant zapalovačů.

## Nasazení

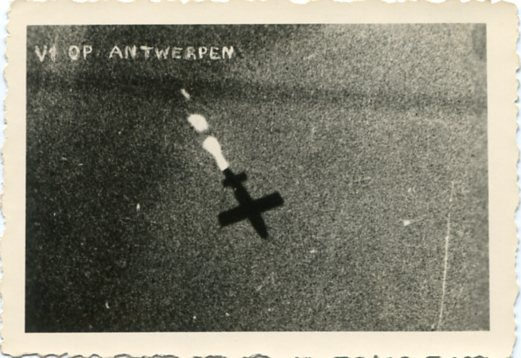
Letící střela V-1

Sériová výroba začala v březnu roku 1944. Dne 13. června 1944 byla střela poprvé bojově nasazena. Ve 4:30 střela V-1 dopadla na železniční most přetínající ulici Grove Street v Londýně. Výbuch zabil šest osob a dvacet šest dalších bylo zraněno. Dvanáct domů bylo zničeno a nejméně padesát dalších vážně poškozeno.
Do konce března 1945 bylo vypuštěno přes 20 000 střel, ze kterých bylo okolo 10 000 namířeno na Anglii, cíl jich zasáhlo okolo 2500, zbytek byl zničen nebo nezasáhl cíl. Okolo 8000 střel V-1 bylo vypuštěno také na Antverpy, Brusel a Lutych.
V září roku 1944 vznikla jednotka pro pilotované V-1, určená k sebevražedným útokům, ale projekt byl ještě v říjnu zrušen. Tato verze Fi 103 (Reichenberg) vznikla úpravou vnitřních prostor střely, zejména snížením kapacity pohonných látek a řídicích mechanizmů a instalací jednoduché pilotní kabiny se základními přístroji před nasávací otvor motoru. Oficiální stanovisko bylo, že pilot po navedení střely a zablokování řídicích ploch vyskočí padákem a pokusí se uniknout zpět do vlasti. Otázkou zůstává, jak by se pilotovi vyskakovalo bez vystřelovacího křesla ze stroje s motorem hned za kabinou. Sebevražednost takovéto mise byla zcela jednoznačná. Pro výcvik posádek pilotovaných verzi Fi 103 existovala i vlečená, kluzáková verze bez motoru se dvěma kabinami.

## Technické údaje
- délka: 7,9 m
- rozpětí: 5,37 m
- výška: 1,42 m
- hmotnost: 2,15 t

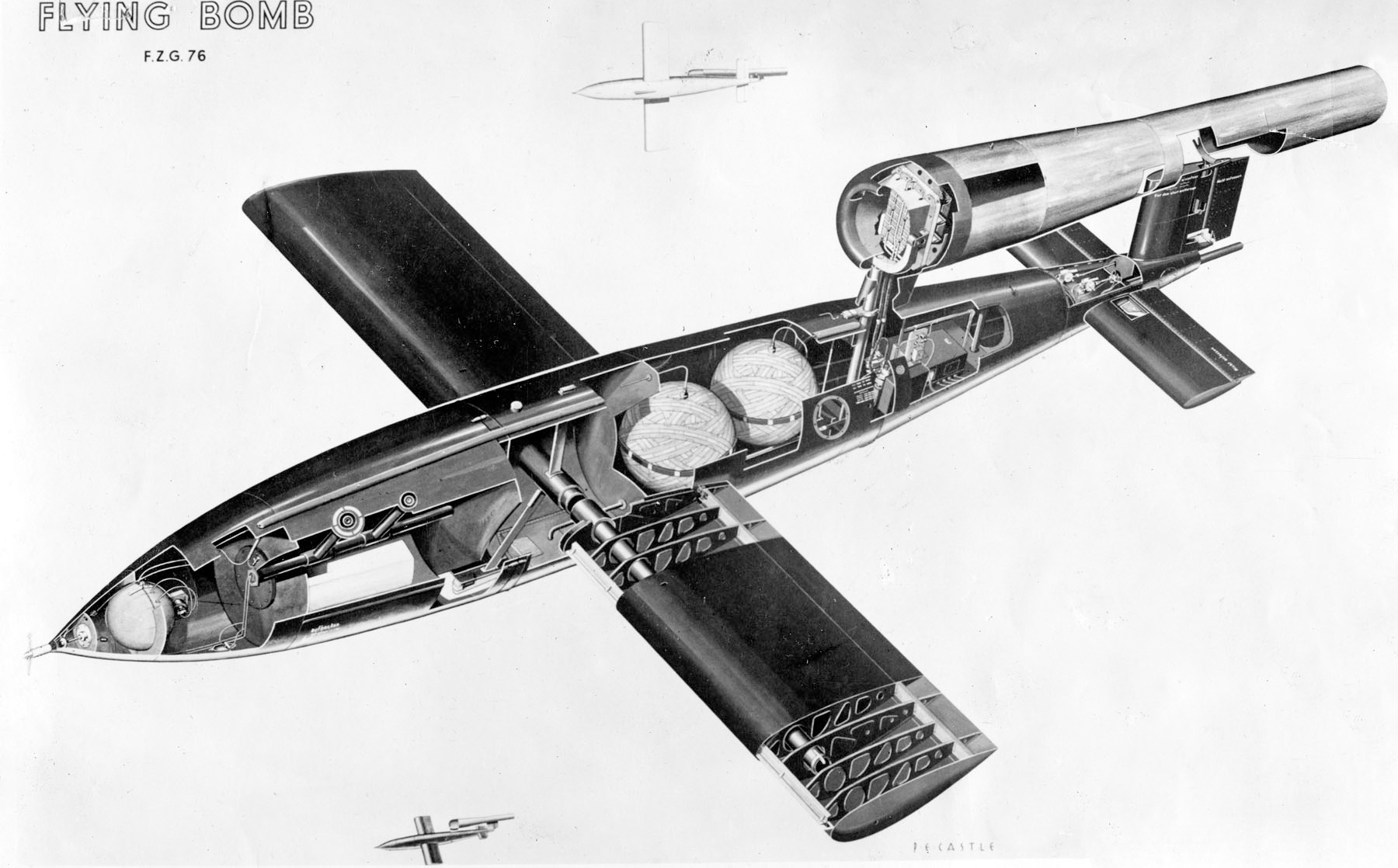
V-1 v řezu

- pohon: 1× pulzační motor Argus As 014 o tahu 2,9 kN
- max. rychlost: 656 km/h
- dolet: 240 km
- dostup: 3 050 m
- nálož: 830 kg amatolu

## Obrázky

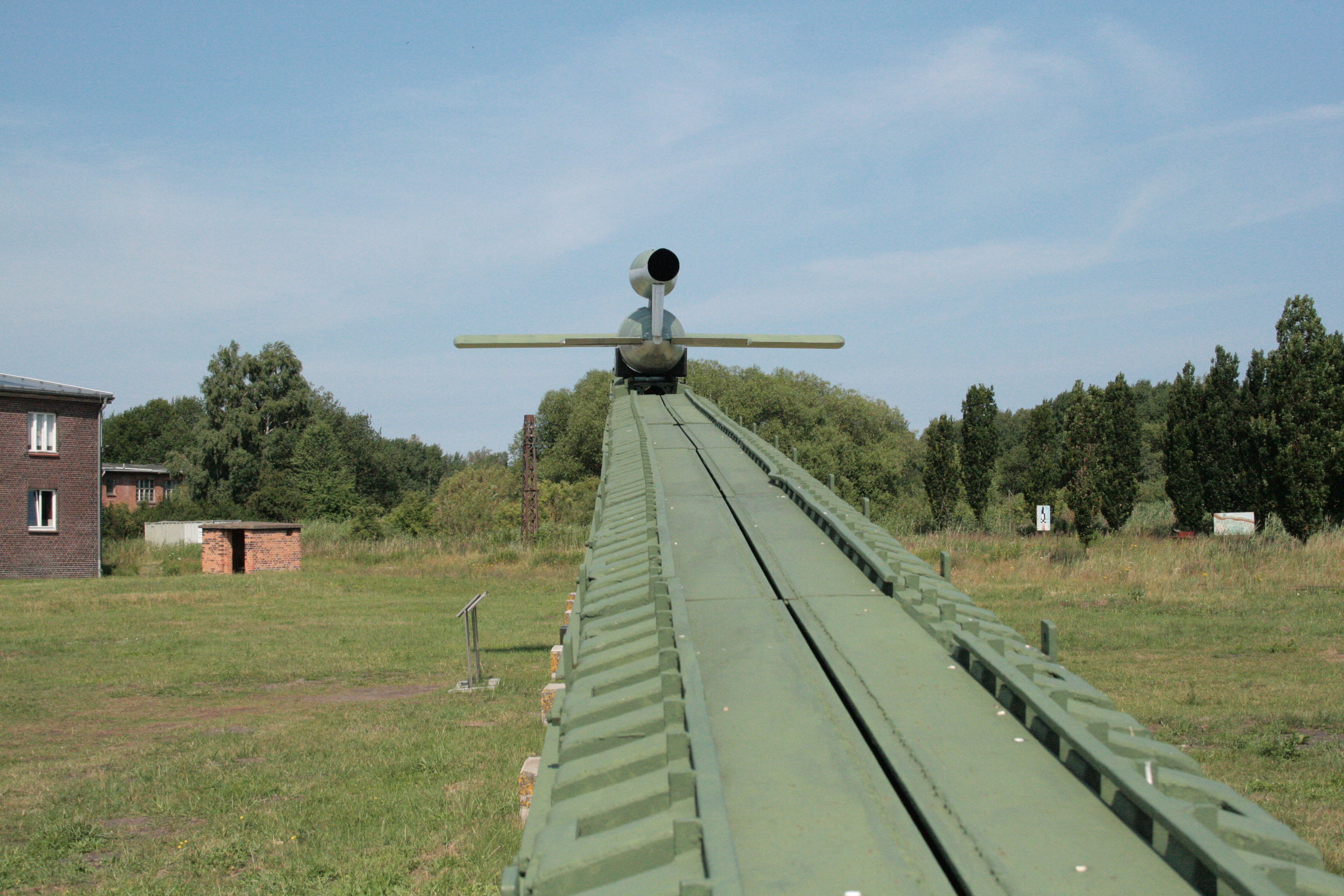
V-1 na startovací rampě
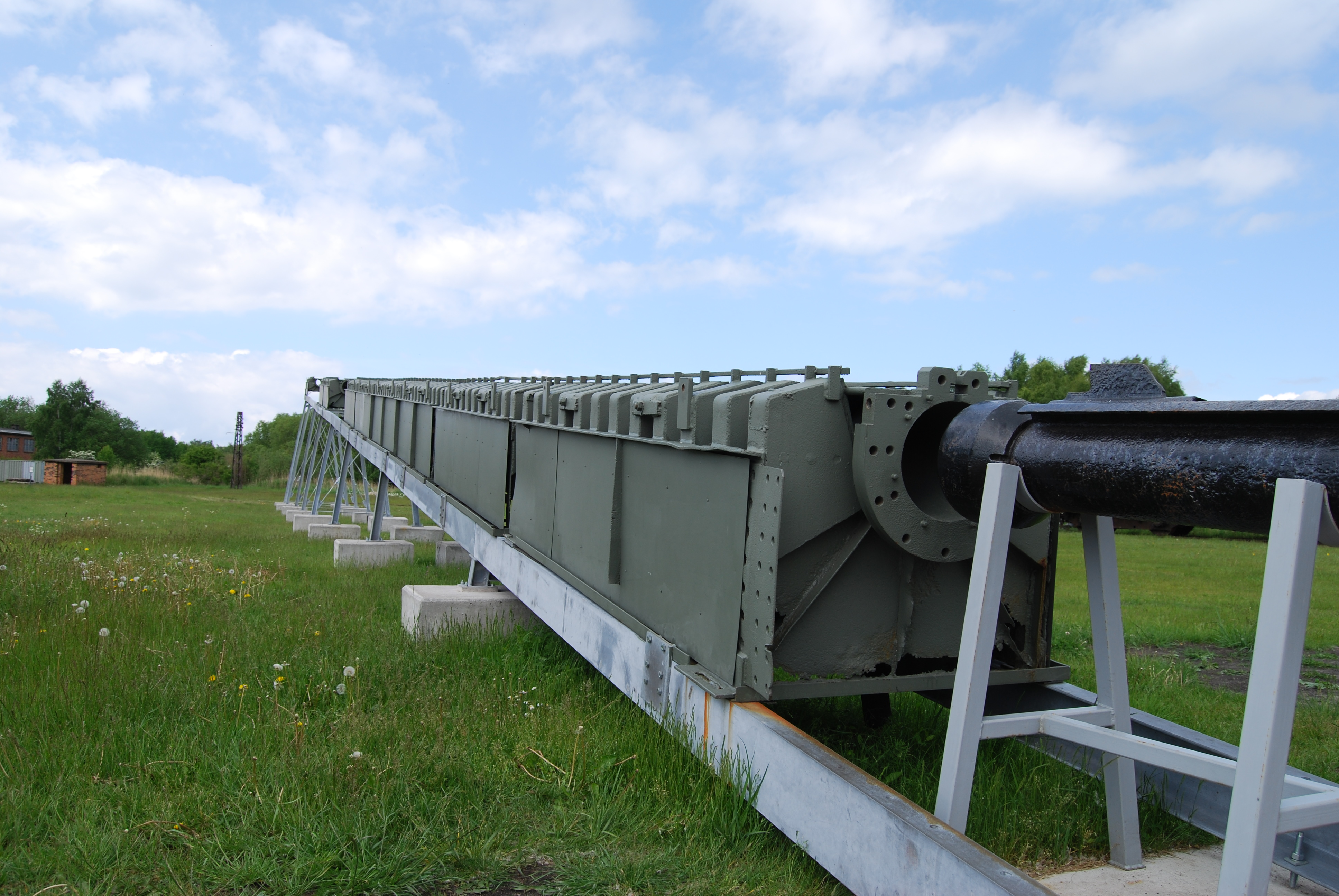
Startovací rampa pro V-1
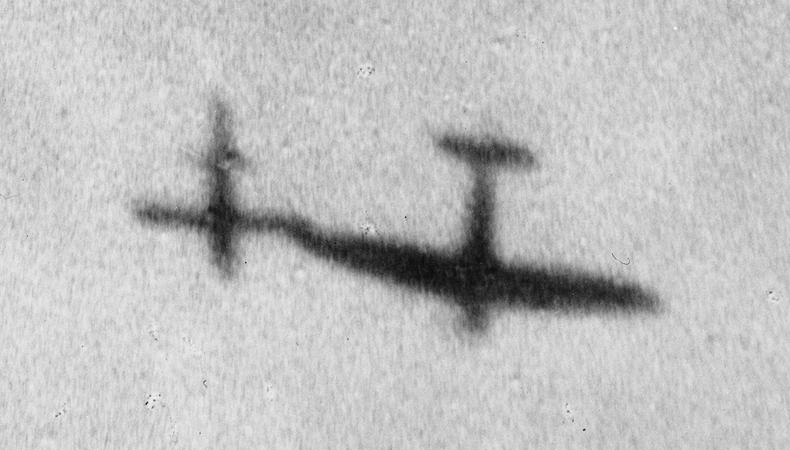
Spitfire vychyluje V-1 z dráhy
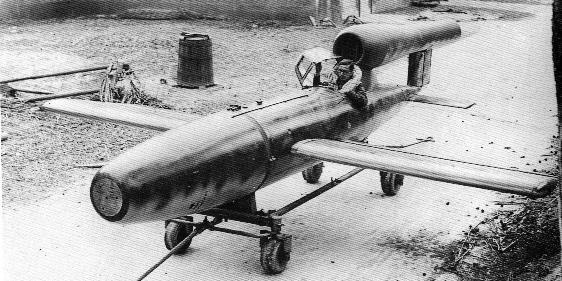
Pilotovaná verze střely Reichenberg
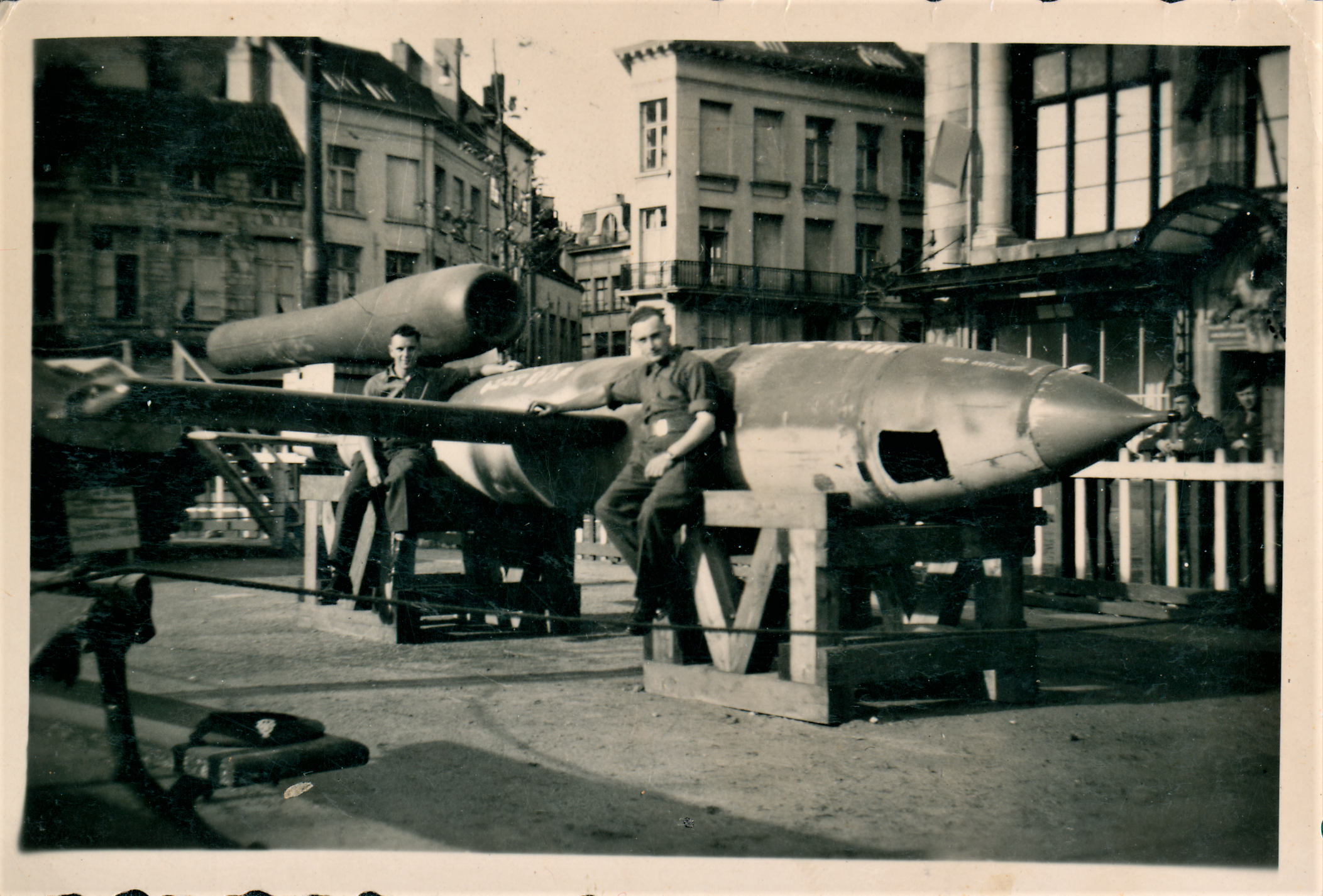
Střela V-1 vystavená v Antverpách
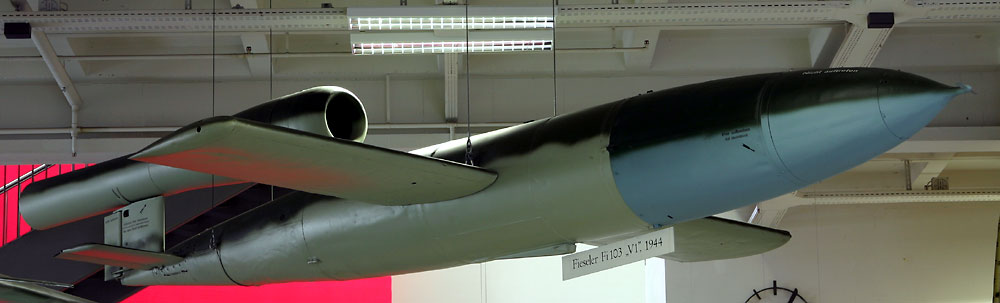
V-1 v muzeu v Mnichově
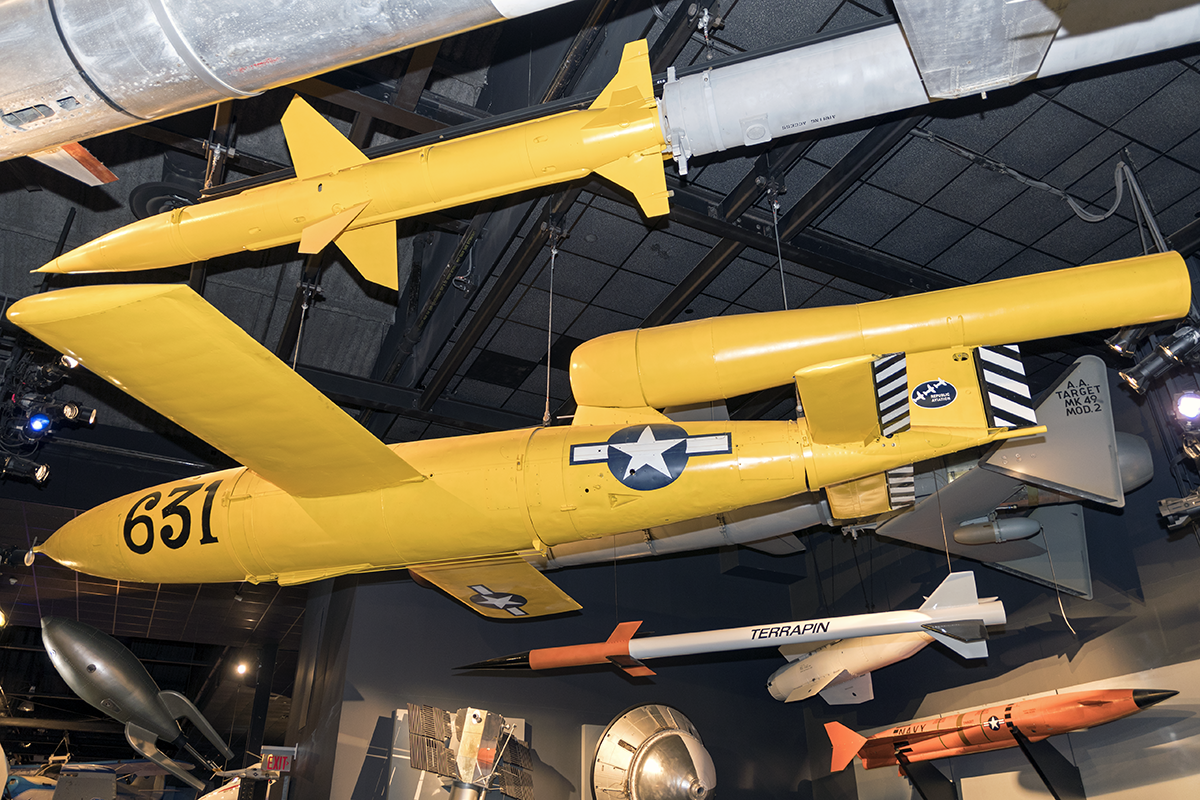
Americká verze střely Republic-Ford JB-2 vystavená v Cradle of Aviation Museum